# Islam en Venezuela
El islam en Venezuela es una religión minoritaria dentro de una población predominantemente cristiana, sobre todo de credo católico. Sin embargo, aunque la comunidad islámica en Venezuela es relativamente pequeña en proporción poblacional, cuenta con bastante influencia.
Según el Centro de Investigaciones Pew, para 2010 en Venezuela habitaban aproximadamente 90 000 musulmanes y la cantidad sigue creciendo. Además, Venezuela es el segundo país de América Latina con mayor cantidad de musulmanes después de Argentina. Asimismo, Venezuela se encuentra próxima geográficamente a algunos de los países con las mayores proporciones de población musulmana en América como Trinidad y Tobago, Guyana y Surinam.

## Historia
De acuerdo con la antropóloga Angelina Pollak, posiblemente entre los primeros musulmanes que llegaron a Venezuela, algunos eran esclavos traídos de África. Otros, según Gabriel Andrade, probablemente durante el período colonial se establecieron sobre todo en el litoral central venezolano tras ser expulsados de España o llegaron desde el norte de África (sobre todo del Magreb). Sin embargo, estas distintas poblaciones no lograron establecer sus creencias en Venezuela debido principalmente a las restricciones religiosas de la época, por lo que no existe una continuidad generacional con la comunidad islámica venezolana actual.
Posteriormente, primero con la Primera Guerra Mundial ocurrió una ola migratoria importante desde países de mayoría musulmana hacia Venezuela. Algunas de estas personas estuvieron en Venezuela temporalmente con la intención de posteriormente establecerse en Estados Unidos, pero no todos lograron este objetivo sino que permanecieron en Venezuela. Más tarde, debido principalmente a conflictos posteriores en Asia Occidental, muchos decidieron migrar a Venezuela por tener algún familiar en el país.

## Características
La mayor parte de la población musulmana en Venezuela es de origen libanés, sirio o palestino. Debido a esto, la gran mayoría de los musulmanes en Venezuela es étnicamente árabe. Asimismo, otros migrantes musulmanes en menor proporción suelen provenir de países como Egipto, Argelia, Marruecos, Irak, Kuwait, Pakistán, India, Indonesia, Guyana, Trinidad y Tobago, Surinam, Ghana, Togo, Somalia y Sierra Leona. Por otro lado, según Ahmad Abdo, existen más de 3 000 venezolanos conversos al islam para 2020.
Por otra parte, de acuerdo con Nadya Ramdjan, existen distintas ramas del islam en Venezuela. Según Ramdjan, la mayoría de los suníes en Venezuela pertenece a las escuelas shafí y hanbalí —y en menor medida hanafí y malikí—, pero también señala la presencia de chiíes en Caracas y San Félix. Asimismo, Ramdjan registra presencia de sufíes en Venezuela, pero sin instituciones establecidas.

## Asentamientos importantes

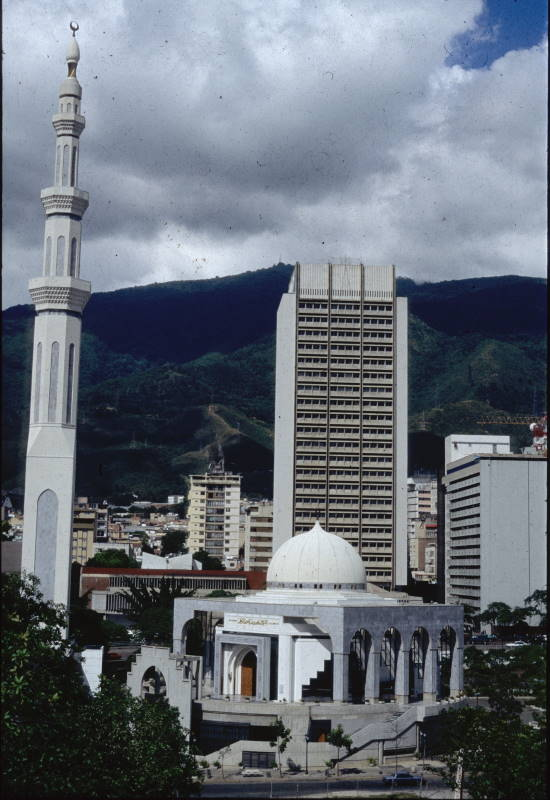
Mezquita Sheikh Ibrahim Bin Abdulaziz Al-Ibrahim en Caracas, Venezuela

De acuerdo con Zaid Alam, en Venezuela existen 15 edificaciones islámicas repartidas en 10 entidades federales del país, de los cuales por su arquitectura 9 son mezquitas y 6 son centros islámicos (casas adaptadas como centros de reunión y para prácticas islámicas).
De esta manera, entre las mezquitas y los centros islámicos en el país se encuentran:
| Edificación                                       | Tipo            | Ubicación                 | Rama            |
| ------------------------------------------------- | --------------- | ------------------------- | --------------- |
| Mezquita de Ibrahim Al Ibrahim                    | Mezquita        | Caracas, Distrito Capital | Sunismo hanbalí |
| Centro Islámico de Venezuela                      | Centro islámico | Caracas, Distrito Capital | Sunismo shafí   |
| Centro Islámico Imam Al Hadi                      | Centro islámico | Caracas, Distrito Capital | Chiismo         |
| Comunidad Islámica Venezolana                     |                 | Caracas, Distrito Capital |                 |
| Mezquita al-Rauda                                 | Mezquita        | Maracaibo, Zulia          |                 |
| Asociación Islámica Mezquita de Palestina         | Mezquita        | El Limón-Maracay, Aragua  |                 |
| Asociación Honorable Mezquita de Jerusalén        | Mezquita        | Valencia, Carabobo        |                 |
| Centro Islámico de Maiquetía                      | Centro islámico | Maiquetía, La Guaira      |                 |
| Asociación Benéfica Islámica                      |                 | Bolívar                   |                 |
| Centro Islámico del Sur                           | Centro islámico | El Tigre, Anzoátegui      |                 |
| Centro Palestino Islámico                         | Centro islámico | Coro, Falcón              |                 |
| Mezquita de Punto Fijo                            | Mezquita        | Punto Fijo, Falcón        |                 |
| Comunidad Islámica de Venezuela                   |                 | Margarita, Nueva Esparta  |                 |
| Asociación Honorable Mezquita Omar ben al-Khattab | Mezquita        | San Felipe, Yaracuy       |                 |

En la capital del país, Caracas, posee una población musulmana de 15 000 personas para 2007 y, además, la ciudad cuenta con la mezquita Al-Ibrahim, la cual es la segunda más grande de Latinoamérica. Se encuentra ubicada en un área que cambia rápidamente. Esta  mezquita presenta un domo, un minarete y un portal. Fue construida con fondos de la Fundación Ibrahim bin Abdul Aziz Al-Ibrahim bajo la dirección del arquitecto Óscar Bracho.

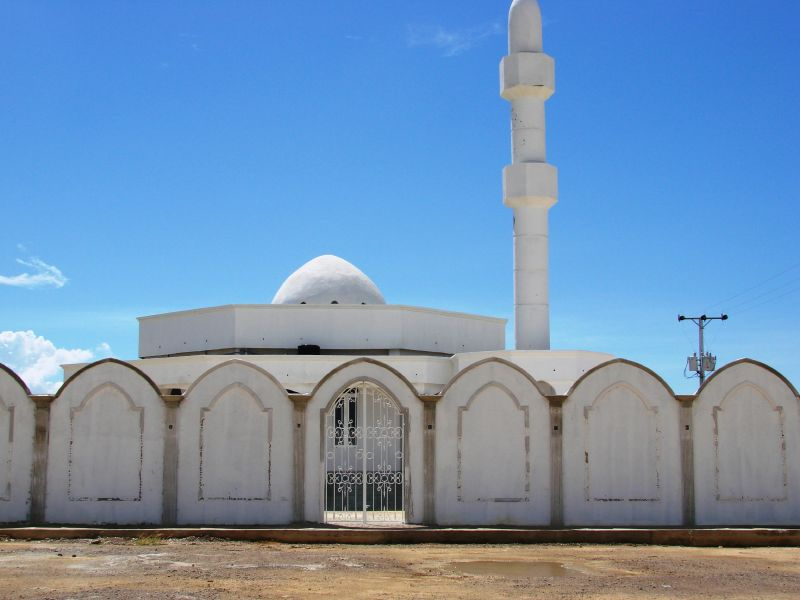
Mezquita de Punto Fijo

También fue construida en el año 2008 una mezquita en la ciudad de Punto Fijo, estado Falcón, donde la comunidad árabe en general ha crecido bastante debido a la expansión económica de la región desde su nombramiento en el año 1998 como zona libre de impuestos.
La isla de Margarita posee una población musulmana árabe de una importancia considerable. Las operadoras de cable local cuentan con canales como al-Jazeera, así como canales de Líbano como la LBC Sat y la ART y más recientemente la Saudi/Imarati MBC. 
De igual manera, existen organizaciones como la Asamblea Mundial de Jóvenes Musulmanes - Sección Venezuela (WAMY Venezuela) y Tawasul Venezuela. 
Es común ver mujeres que llevan hiyab en las cajas registradoras de los comercios, y ver versículos del Corán desplegados en la entrada de las tiendas o detrás de los mostradores. Los árabes están principalmente envueltos en los negocios del menudeo y más recientemente, bancos así como agencias de viaje.